# Mahitab Faruk
Mahitab Faruk es una deportista egipcia que compitió en judo. Ganó dos medallas de bronce en el Campeonato Africano de Judo, en los años 2009 y 2010.

## Palmarés internacional
| Campeonato Africano | Campeonato Africano     | Campeonato Africano | Campeonato Africano |
| Año                 | Lugar                   | Medalla             | Categoría           |
| ------------------- | ----------------------- | ------------------- | ------------------- |
| 2009                | Puerto Louis (Mauricio) | Medalla de bronce   | –48 kg              |
| 2010                | Yaundé (Camerún)        | Medalla de bronce   | –48 kg              |